# Bhankalga, Chitapur
Bhankalga là một làng thuộc tehsil Chitapur, huyện Gulbarga, bang Karnataka, Ấn Độ.